# Berliner Begegnung zur Friedensförderung

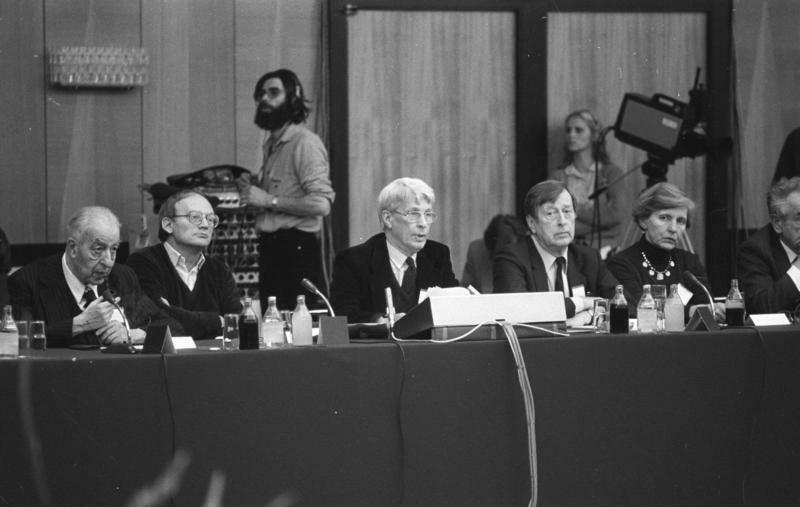
Die Autoren Jürgen Kuczynski, Hermann Kant, Stephan Hermlin, Bernt Engelmann und Ingeborg Drewitz (von links nach rechts)

Die Berliner Begegnung zur Friedensförderung fand am 13. und 14. Dezember 1981 in Ost-Berlin statt. An ihr nahmen etwa 100 Schriftsteller, Künstler und Wissenschaftler aus der DDR, der Bundesrepublik und weiteren Staaten teil.

## Vorgeschichte
1979 hatte die NATO ihren Doppelbeschluss bekanntgegeben, der vorsah, dass atomare Mittelstreckenraketen in Mitteleuropa stationiert werden sollten, falls die Sowjetunion ihre dort nicht wieder abziehen würden. Danach entwickelte sich eine starke Friedensbewegung vor allem in der Bundesrepublik, aber in kleinerer Form auch in der DDR. Die Regierung der DDR war über die militärische Gefährdung sehr beunruhigt und entschied sich, stärker mit westdeutschen Stationierungsgegnern zusammenzugehen, und die bisherige ideologische Konfrontation etwas abzumildern.
Der Schriftsteller Stephan Hermlin hatte gute persönliche Kontakte zum Staats- und Parteichef Erich Honecker und erhielt von diesem die Erlaubnis, eine Berliner Begegnung zur Friedensförderung in Ost-Berlin durchführen zu können. Er lud wichtige Schriftsteller und Wissenschaftler aus der DDR, sowie einige linke Intellektuelle aus der Bundesrepublik und weiteren europäischen Staaten dazu ein.
Am 7. Dezember gab es ein Gespräch der Politbüro-Mitglieder Kurt Hager und Hermann Axen mit den DDR-Teilnehmern, in dem diesen vorgegeben wurde, wie sie dort auftreten sollten. Das Ministerium für Staatssicherheit beobachtete die Vorbereitungen zu dem Treffen sehr aufmerksam, der Minister Erich Mielke war eigentlich gegen dieses Treffen gewesen. Auch der Ständige Vertreter der Bundesrepublik in der DDR Klaus Bölling versuchte offenbar, auf Stephan Hermlin bezüglich des Ablaufes Einfluss zu nehmen.
Das Treffen fand im Festsaal des Hotel Stadt Berlin am Alexanderplatz statt, in dem einige Tage zuvor noch die Verteidigungsminister der Warschauer-Pakt-Staaten beraten hatten. Offizielle Veranstalter waren die Akademie der Künste der DDR. Fernseh- und Rundfunkstationen aus der Bundesrepublik und der DDR durften den gesamten Verlauf aufnehmen, auch weitere Journalisten waren zugelassen.
Am 13. Dezember hatte Bundeskanzler Helmut Schmidt gerade seinen offiziellen Staatsbesuch in der DDR beendet, was bei der Terminfindung von Hermlin offenbar so eingeplant war. An diesem Tag wurde dann morgens auch bekannt, dass in Polen das Kriegsrecht ausgerufen wurde, was eine zusätzlich politische Brisanz brachte.

## Teilnehmer

### Übersicht
Es nahmen knapp 100 Schriftsteller, Künstler und Wissenschaftler teil, die meisten aus der DDR, einige weitere aus der Bundesrepublik und anderen Ländern. Darunter waren bekannte Schriftsteller wie Christa Wolf, Stefan Heym, Franz Fühmann und Heiner Müller, der Filmregisseur Konrad Wolf, sowie führende Wissenschaftler aus der DDR, außerdem die ausländischen Autoren Günter Grass, Heinar Kipphardt, Erich Fried und Ernst Jandl und weitere. Die meisten Teilnehmer waren Mitglied oder Korrespondierendes Mitglied der Akademie der Künste der DDR, Mitglied des PEN der DDR oder der BRD oder der Akademie der Wissenschaften der DDR. Der prominente Regimekritiker Robert Havemann wollte ebenfalls gerne teilnehmen, wurde aber nicht formal eingeladen und kam deshalb nicht. Es gab nur sechs Teilnehmerinnen (Ruth Berghaus, Ingeborg Drewitz, Helga Schütz, Luise Rinser, Jeanne Stern und Christa Wolf).

### DDR
Schriftsteller
Alexander Abusch, Erich Ahrendt, Helmut Baierl, Volker Braun, Jurij Brězan, Günter de Bruyn, Franz Fühmann, Günter Görlich, Stephan Hermlin, Wieland Herzfelde, Stefan Heym, Hermann Kant, Heinz Kamnitzer, Heiner Müller, Erik Neutsch, Dieter Noll, Helmut Sakowski, Rolf Schneider, Max Walter Schulz, Helga Schütz, Kurt Stern, Erwin Strittmatter, Benito Wogatzki, Christa Wolf, Gerhard Wolf und Paul Wiens
Bildende Künstler
Fritz Cremer, Wieland Förster, Arno Mohr
Theater- und Filmschaffende
Ruth Berghaus (Theaterintendantin, z. Z. Frankfurt/M.), Wolfgang Kohlhaase (Drehbuchautor), Jeanne Stern (Drehbuchautorin), Konrad Wolf (Filmregisseur)
Geisteswissenschaftler und Kulturfunktionäre
Ulrich Dietzel (Archivdirektor), Günther Drefahl (Vizepräsident des Weltfriedensrates), Dieter Heinze (Stellvertretender Generalsekretär der AdK), Herbert Hörz (Vizepräsident der AdW), Jürgen Kuczynski (Gesellschaftswissenschaftler), Heinrich Scheel (Vizepräsident der AdW), Heinz Schnabel (Generalsekretär der AdK), Rudolf Schottlaender (Philologe), Ernst Schumacher (Theaterwissenschaftler), Robert Weimann (Anglist)
Naturwissenschaftler
Klaus Fuchs (Kernphysiker, Atomspion), Claus Grote (Kernphysiker, Generalsekretär der AdW), Friedhart Klix (Psychologe), Karl Lanius (Kernphysiker, z. Z. Genf), Friedrich Jung (Molekularbiologe), Hans-Jürgen Treder (Kernphysiker)

### Bundesrepublik Deutschland
Autoren
Carl Amery, Jurek Becker, Ingeborg Drewitz, Günter Grass, Thomas Brasch, Martin Gregor-Dellin, Peter Härtling, Günter Herburger, Heinar Kipphardt, Dieter Lattmann, Luise Rinser, Peter Rühmkorf, Peter Schneider
Weitere Personen
Ulrich Albrecht (Friedensforscher),
Axel Azzola (Jurist, Meinhof-Verteidiger), Hans Heinz Holz (Philosoph), Gerhard Kade (später als Agent der DDR-Staatssicherheit enttarnt), Klaus Scherpe (Literaturwissenschaftler)

### Weitere Länder
Österreich
Ernst Jandl (Lyriker), Robert Jungk (Zukunftsforscher), Engelbert Broda (Physikochemiker),
Schweiz
Adolf Muschg (Schriftsteller)
Großbritannien
Erich Fried (österreichischer Schriftsteller)
Dänemark
P. Paulsen (Schriftsteller)
Sowjetunion
Grigorij Baklanow (Schriftsteller), Daniil Granin (Schriftsteller), Daniil Proektor (Historiker)

## Verlauf

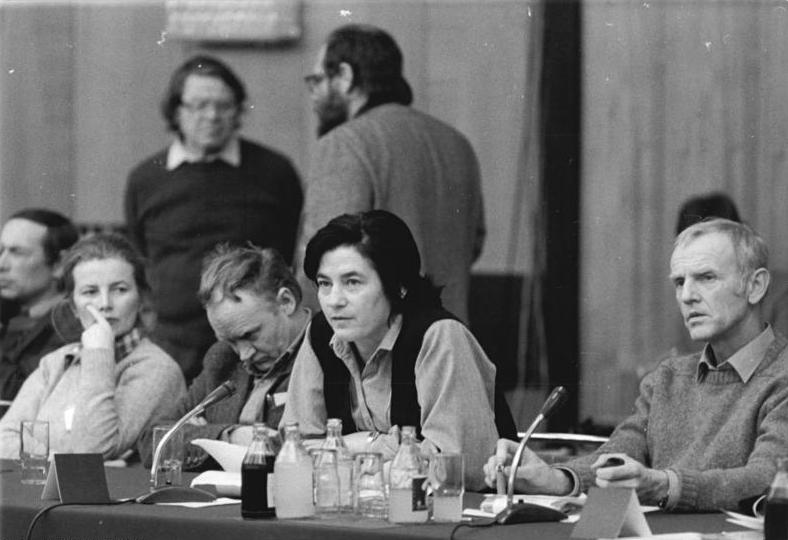
Helga Schütz, Gerhard Wolf, Christa Wolf und Günther de Bruyn (von links nach rechts)

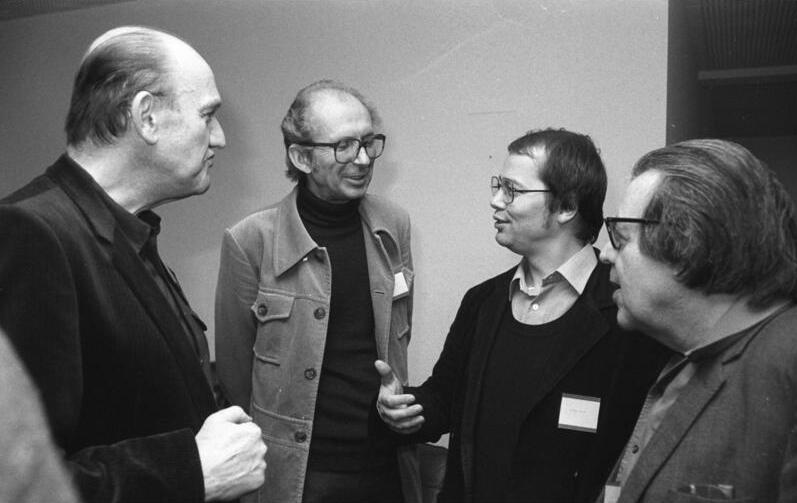
Franz Fühmann, Alfred Wellm, Volker Braun und Erich Fried (von links nach rechts)

Am Abend des 13. Dezember eröffnete Stephan Hermlin das Treffen. Danach gab es Reden von vielen Teilnehmern, vor allem zu Fragen der internationalen Friedenssicherung. Diese waren sehr sachlich gehalten, es kam zu keinen polemischen politischen Beschuldigungen oder Auseinandersetzungen.
Einige DDR-Schriftsteller wie Günter de Bruyn, Christa Wolf oder Stefan Heym nutzten die Gelegenheit, auf einige Missstände in der DDR bezüglich einer inneren Friedensförderung hinzuweisen. Es gab Podiumsdiskussionen und die Möglichkeit zu Gesprächen in den Pausen zwischen den Teilnehmern, sowie mit Journalisten.
Über das Treffen wurde im Fernsehen, Rundfunk und Zeitungen in der DDR und der Bundesrepublik berichtet, wobei jede Seite die ihnen akzeptablen Meinungen auswählte.
Am Abend des 14. Februar beendete Stephan Hermlin die Begegnung und zog eine positive Bilanz, eine gemeinsame Abschlusserklärung war nicht vorgesehen.

## Redebeiträge
Die Redner äußerten sich vor allem zu den Fragen von Frieden und dessen Bewahrung auf unterschiedliche Weise. Einige sprachen in vorsichtigen oder poetischen Formulierungen, andere äußerten deutlich ihre Standpunkte. Viele DDR-Vertreter und Gerhard Kade vertraten die offizielle Sichtweise der SED. Einige andere Schriftsteller deuteten auf die Notwendigkeit einer inneren Friedensfähigkeit als Voraussetzung für eine äußere Demilitarisierung hin. Zu den kritischsten Rednern gehörten Christa Wolf, Franz Fühmann, Günter de Bruyn, Jurek Becker und Stefan Heym.
Franz Fühmann gab zu bedenken

„Sich als Menschheit verstehen zu lernen setzt voraus, den anderen verstehen zu lernen. Der Wille zum Frieden ist kein Monopol  (...) Ein Schwelgen in Feindbildern beweist so wenig Weitsicht, wie ein Auftrumpfen mit Kriegsspielzeug Stärke beweist.“

Günter de Bruyn sprach über die Wichtigkeit der weltweiten Friedensbewegungen und sagte

„Auch in der DDR ist man sich dessen bewußt, daß der Tod dieser zwischen Raketen lebenden 17 Millionen in Planspielen schon einkalkuliert ist, erschrickt deshalb vor allen Rüstungsvergrößerungsplänen, hat aber – schlägt man die Zeitungen auf – ein ungutes Gefühl, wenn DDR-staatlicherseits der Antikriegskampf der Christen, Pazifisten und Kriegsdienstverweigerer innerhalb der eigenen Grenzen verhindert wird. So erfreulich die Unterstützung der westeuropäischen Friedensbewegung durch die DDR auch ist, so fraglich wird ihr Nutzen bleiben, solange der Eindruck entstehen muss, dass das drüben Bejubelte hüben unerwünscht ist.“

Rolf Schneider berichtete 2006 rückblickend

„Ich sagte, in Zeitungen und Schulen der DDR erfahre man, der Friede habe bewaffnet zu sein. Für mich sei das nichts anderes als ein Stück Wettrüsten im Geist. Ich fragte, ob es zeitgemäß sei, dass allgemeinbildende Schulen der DDR im Pflichtfach Wehrerziehung unterrichteten, während man christliche Wünsche nach einem sozialen Friedensdienst als verfassungswidrig diskriminierte.“

Jurek Becker kritisierte die Militärlogik der verantwortlichen Regierungen

„Haargenau dieser Standpunkt ist es, der überall die Berechtigung dafür zu geben scheint, dass die Interessen der Militärs obenan stehen und die Interessen der Völker ganz unten“

Der Schriftsteller Rolf Schneider las danach einige der Texte des Treffens bei Friedensveranstaltungen in DDR-Kirchen vor und erhielt dafür viel Beifall.

## Bedeutung
Die Berliner Begegnung zur Friedensförderung war das bis dahin größte Treffen von Intellektuellen aus Ost und West in der DDR. Es konnten unterschiedliche Positionen ausgetragen werden, ohne dass es zu persönlichen Anfeindungen kam. Erstmals konnten vor laufenden Fernsehkameras Intellektuelle aus der DDR Kritik üben. Ebenfalls konnten die Schriftsteller Stefan Heym, Jurek Becker, Rolf Schneider und Thomas Brasch, die Publikationsverbot hatten und aus dem Schriftstellerverband ausgeschlossen worden waren, dort erstmals (und einmalig) wieder öffentlich auftreten.

## Nachwirkungen
Alle Redebeiträge wurden im Luchterhand Verlag in Darmstadt in einem Protokollband veröffentlicht, der aber in der DDR nicht erhältlich war und dort auch keine Verbreitung fand. Die Akademie der Künste der DDR sandte die Texte nur ihren Teilnehmern an dem Treffen im Dokumentenformat durch Boten zu.
1983 gab es eine Zweite Berliner Begegnung von Schriftstellern in West-Berlin, 1985 und 1987 Internationale Schriftstellergespräche in Ost-Berlin, die aber nicht mehr die gleiche mediale Aufmerksamkeit erhielten.